# ブリジット・ディディエ
ブリジット・ディディエ（ Brigitte Deydier 1958年11月12日-) は、フランスの柔道選手。モロッコのメクネス出身。現役時代は66kg級の選手。

## 人物
1979年のヨーロッパ選手権で優勝するなど最初は61kg級で活躍していたが、1982年に階級を66kg級に上げると世界選手権で優勝を果たした。以降1984年と1986年の世界選手権でも優勝して3連覇を果たすが、1987年の世界選手権では決勝で西ドイツのアレクサンドラ・シュライバーに内股で敗れて2位に終わった。翌年の1988年ソウルオリンピック(公開競技)では決勝で日本の佐々木光と対戦するも、内股をかけつぶれた際に古傷の左膝を負傷して棄権負けとなった。その後引退した。

## 主な戦績
- 1979年 - ヨーロッパ選手権　優勝(61kg級)
- 1980年 - ヨーロッパ選手権　2位(61kg級)
- 1982年 - 世界選手権　優勝
- 1984年 - ヨーロッパ選手権　優勝
- 1984年 - 世界選手権　優勝
- 1985年 - ヨーロッパ選手権　優勝
- 1986年 - ヨーロッパ選手権　優勝
- 1986年 - 世界選手権　優勝
- 1986年 - 福岡国際　2位
- 1987年 - ヨーロッパ選手権　優勝
- 1987年 - 世界選手権　2位
- 1987年 - 福岡国際　3位
- 1988年 - ヨーロッパ選手権　3位
- 1988年 - ソウルオリンピック　2位